# Sulpicij Sever
Suplicij Sever (latinsko Sulpicius Severus), poznoantični krščanski pisec in cerkveni oče,* 360 v Akvitaniji , † 420/450.
Napisal je eno slavnejših del tedanjega časa – Kronike. Knjiga opisuje obdobje od stvaritve sveta do 400 po. Kr., vendar izpusti zgodovinske dogodke zabeležene v novozaveznih spisih. Delo Življenje Svetega Martina je ena prvih hagiografij. V njem opisuje življenje svojega prijatelja Martina iz Toursa.  Bil je zgovoren pravnik, kasneje duhovnik in asket. 

## Življenje
Sulpicij Sever se je rodil v plemiški družini v Akvitaniji in imel začrtano karierno pot v javni upravi. Največ njegovega življenja je razbrano iz pisem njegovemu prijatelju Pavlinu iz Nole in kratkega življenjepisa biografa Genadija iz Masilije. Obiskoval je ugledne šole, študiral pravo v Bordeauxu in si pridobil sloves sposobnega pravnika. Poročil se je s hčerko bogatega konzula, kar pa mu ni prineslo veliko sreče, saj naj bi si s tem celil le rane zemeljskega življenja. Njegova žena je prezgodaj umrla (390) in Sulpicij se je kmalu zatem odpovedal svoji pravniški karieri ter se umaknil iz javnega življenja. Prejel je krst in pričel slediti svojemu prijatelju Pavlinu, ki je bil škof Nole, kraja blizu Neaplja. Odpovedal se je bogastvu, živel odmaknjeno življenje na svojem posestvu ter se posvečal duhovnosti in književnosti. Pri njegovi spreobrnitvi mu je stala ob strani njegova mačeha, nasprotno od očeta, ki je kazal nezadovoljstvo nad sinovo odločitvijo. 
Postal je osebni prijatelj in navdušen učenec škofa Martina, ki ga je srečal v Toursu. Genadij priča o njegovem duhovniškem posvečenju, vendar ni znanih podrobnosti o kakšnih njegovih duhovniških aktivnosti. Sodeč po Genadiju je bil Sulpicij po spreobrnitvi prepuščen samemu sebi z dolgoletno tišino v pokori. 

## Dela
Naslednja dela so nedvomno Sulpicijeva avtentična dela:
1. Kronike ( Cronicorum Libri duo , Historia sacra )
2. Pogovori ( dopolnitev Kronike )
3. Martinovo življenje ( Vita Sancti Martini )
4. dva dialoga

V Kronike je vnesel visoke ambicije, saj ga je želel napisati za zahtevnejše krščansko občestvo in se po slogu pisanja približati klasičnim avtorjem , kot sta bila Salustij in Tacit.  So pomemben vir za arijanski spor in priscilijansko herezijo, ki je ogrozila delovanje Cerkve v Španiji in Akvitaniji.  Sveti Martin je kasneje postal eden najprepoznavnejših rimsko-katoliških svetnikov.
Pisma:
1. Pismo Pavlinu iz Nole
2. Pismo Genadiju